# Box Office Mojo
Box Office Mojo är en webbplats som täcker de kommersiella aspekterna av långfilmer. Den behandlar främst amerikanska filmer från 1980 till nutid, men innehåller också vissa uppgifter om amerikanska filmers kommersiella framgång utanför USA. Sidan grundades av Brandon Gray 1999 och påstod sig ha över en miljon unika besökare per månad (2008). Den innehåller också en del finansiell information om aktörer och filmstudior. Sidan innehåller också ett antal rankningar av filmer med anknytning till olika kategorier. Bland annat "De 50 mest inkomstbringande filmerna i USA före 1996", "De mest inkomstbringande filmen i USA", "De mest inkomstbringande filmerna i USA (justerat för inflation)" och "De mest inkomstbringande film över hela världen".
Box Office Mojo köptes upp av Amazon.com genom sitt dotterbolag Internet Movie Database juli 2008.